# Stenebymiljön
Stenebymiljön är ett område i Dals Långed som innefattar två utbildningsanordnare: Stiftelsen Stenebyskolan och HDK-Valand Campus Steneby. Här finns också Steneby Konsthall och Dals Långeds bibliotek.
Mötesplats Steneby är ett regionalt uppdrag som landade i Stenebymiljön för att stärka den lokala utvecklingen genom kultur. Mötesplats Stenebys arbete utgår från denna unika miljö där drygt 200 personer utbildar sig inom konst, design och konsthantverk .